# Gain-of-function-Forschung
Gain-of-function-Forschung (GoF, GOF, englisch GOF research (GOFR), deutsch etwa „Funktionsgewinn-Forschung“) ist ein Bereich der medizinischen Forschung, der sich auf die serielle Passage von Bakterien oder Viren in vitro konzentriert sowie Mutationsprozesse beschleunigt. Ziele dieser Forschung sind Übertragbarkeit, Virulenz und Antigenität anzupassen, neu auftretende Infektionskrankheiten besser vorherzusagen und Impfstoffe zu entwickeln.

## Merkmale
Virologische Gain-of-function-Forschung umfasst Experimente, die darauf abzielen, die Übertragbarkeit und/oder Virulenz von Krankheitserregern zu erhöhen: Insofern sie von verantwortungsbewussten Wissenschaftlern durchgeführt wird, zielt diese Forschung in der Regel darauf ab, das Verständnis von Krankheitserregern und ihrer Interaktion mit menschlichen Wirten zu verstehen. GoF-Forschung wird z. B. eingesetzt, um aktuelle und zukünftige Pandemien besser zu verstehen.
Im Rahmen von Impfstoff-Entwicklungen wird GoF-Forschung durchgeführt, um z. B. einen Vorsprung gegenüber einem Virus erlangen zu können und Impfstoffe oder Therapeutika entwickeln zu können, bevor das Virus auftritt.

## Historie bis 2000

### GoF-ähnliche Experimente in der ehemaligen Sowjetunion
Raymond Zilinskas berichtete, dass „die GoF-ähnlichen Experimente in der ehemaligen Sowjetunion von 1972 bis 1992 stattfanden. In mehreren Labors wie ‚Vector‘ in Nowosibirsk waren bis zu 60.000 Menschen an Forschungsprogrammen wie ‚Ferment‘ (zu Ebola) oder ‚Faktor‘ (zu Marburg) und zu Bakterien wie Anthrax und der Pest beteiligt. Ziel war es, den Mikroben neue Merkmale hinzuzufügen, die sie pathogener und übertragbarer machen. Das Chimera-Projekt führte beispielsweise Ebola-Virus-Gene in das Vaccinia-Genom ein. Der russische Präsident Boris Jelzin erklärte, die Sowjetunion habe gegen die Biowaffenkonvention verstoßen.“
Mit der Flucht von Kanatschan Alibekow, der damals stellvertretender Direktor von Biopreparat im russischen Gesundheitsministerium war, 1992 in die USA stellte sich heraus, dass mit Michail Gorbatschows Unterschrift waffenorientierte GoF-Forschung an zwei Standorten in Russland verfolgt wurde: bei der NPO Biosintez in Obolensk die Kombination von DNA aus Venezolanischer Pferdeenzephalomyelitis und Pocken sowie am Vector-Institut die Kombination von Ebola-Virus und Pocken.

### Genfer Protokoll und Biowaffenkonvention
Das Protokoll von 1925 über das Verbot der Verwendung von erstickenden, giftigen oder ähnlichen Gasen sowie von bakteriologischen Mitteln im Kriege (auch bekannt als das Genfer Protokoll) war für Viren ungenau. Darüber hinaus war bei der Ratifizierung der Biowaffenkonvention (BWC) im Jahr 1975 unklar, ob Viren von ihr reguliert wurden, da Viren „am Rande des Lebens“ liegen, das heißt einige, aber nicht alle Merkmale des Lebens besitzen. Die synthetische Biologie war zu dieser Zeit eine Ausgeburt der Fantasie. Diese Hintertür ermöglichte es neugierigen Wissenschaftlern mit biegsamen Ethikkommissionen, GoF zu untersuchen. Vor der Gründung des BWC im Jahr 1972, über vier Jahre ab 1965, wurde das Johnston-Atoll unter der Herrschaft der USA umfangreichen Biowaffentests unterzogen. Die amerikanischen strategischen Tests von Biowaffen waren ebenso teuer und aufwändig wie die Tests der ersten Wasserstoffbomben im Eniwetok-Atoll. Es handelte sich um genügend Schiffe, um die fünftgrößte unabhängige Marine der Welt zu bilden. Ein Experiment umfasste eine Reihe von Lastkähnen, die mit Hunderten von Rhesusaffen beladen waren. Das Experiment war ein Erfolg, und über die Hälfte der Affen starben. Es wird geschätzt, dass ein Jet mit Biowaffenspray „wahrscheinlich effizienter zum Tod von Menschen führen würde als eine Wasserstoffbombe mit zehn Megatonnen“. Das amerikanische Biowaffensystem wurde 1969 von Präsident Nixon eingestellt.

## Chronologie 2000–2021

### Meilensteine der Gain-of-function-Forschung
Erschaffung einer Mutante des Coronavirus (2000)
Im Februar 2000 veröffentlichte eine Gruppe vom Gesundheitsministerium des US-Bundesstaates New York und der Universität Utrecht unter der Leitung von Paul S. Masters und Peter Rottier einen Artikel über ihre GoF-Studien mit dem Titel „Zielumleitung des Coronavirus durch Substitution der Spike-Glykoprotein-Außendomäne: Überschreitung der Artgrenze der Wirtszellen“, in dem detailliert beschrieben wurde, wie sie eine Mutante des Coronavirus Maus-Hepatitis-Virus erschufen, die die Ektodomäne des Spike-Glykoproteins (S) durch die stark divergierende Ektodomäne des S-Proteins des infektiösen Peritonitis-Virus bei Katzen ersetzt. Dem Papier zufolge „erlangte das resultierende chimäre Virus mit der Bezeichnung fMHV die Fähigkeit, Katzenzellen zu infizieren, und verlor gleichzeitig die Fähigkeit, Mauszellen in Gewebekulturen zu infizieren“.
Veränderung des H5N1-Vogelgrippe-Virus (2012)
Im Mai 2012 veröffentlichte eine Gruppe von mehrheitlich japanischen Wissenschaftlern an der Universität von Wisconsin mit Mitteln der Bill & Melinda Gates-Stiftung, ERATO, des National Institute of Allergy and Infectious Diseases und Unterstützung der National Institutes of Health und des National Institute of Hygiene and Epidemiology in Vietnam in der Zeitschrift Nature einen Artikel über die Übertragung der H5N1-Vogelgrippe in der Luft, die durch die Übertragung von Atemtröpfchen von einem Frettchen auf ein anderes eingeleitet wurde. Die Gruppe „hatte das Aminosäureprofil des Virus verändert und es ihm ermöglicht, sich in Säugetierlungen zu vermehren, die etwas kühler als Vogellungen sind. Diese kleine Änderung ermöglichte die Übertragung des Virus durch Husten und Niesen und löste das Rätsel, wie H5N1 durch die Luft zum Menschen übertragen werden konnte… (Einige) Kongressmitglieder, neben anderen Kritikern auf der ganzen Welt, reagierten auf die Veröffentlichung der Forschungsergebnisse mit Schreck und Verurteilung.“ Ein Leitartikel der New York Times beschrieb das Ereignis als „An Engineered Doomsday“.
Erschaffung eines neuen Influenzavirusstamms (2013)
Im Mai 2013 haben Hualan Chen, die damals Direktor des National Avian Influenza Reference Laboratory war, und Kollegen durch einen GoF-Versuch am BSL3-zugelassenen Harbin Veterinary Research Institute erfolgreich einen neuen Influenzavirusstamm geschaffen. Die chinesischen Wissenschaftler „mischten absichtlich das H5N1-Vogelgrippevirus, das [für Vögel] hochtödlich ist, aber nicht leicht [zwischen Menschen] übertragen werden kann, mit einem Stamm des H1N1-Grippevirus von 2009, der für Menschen sehr ansteckend ist.“ Dieses Ereignis sorgte in europäischen Biotech-Kreisen für Bestürzung, da laut Professor Simon Wain-Hobson vom Pasteur-Institut die chinesischen Wissenschaftler „nicht klar darüber nachgedacht haben, was sie tun. Es ist sehr besorgniserregend… Die virologische Grundlage dieser Arbeit ist nicht stark. Es ist für die Impfstoffentwicklung nicht von Nutzen und der Vorteil bezüglich der Überwachung auf neue Grippeviren ist teuer erkauft“, während Lord May of Oxford sagte: „Die Aufzeichnungen über die Eindämmung in solchen Labors sind nicht beruhigend. Sie nehmen es auf sich, eine Übertragung von sehr gefährlichen Viren von Mensch zu Mensch zu schaffen. Es ist entsetzlich verantwortungslos.“

### Staatliche GoF-Regulierungen
Compliance-Maßnahmen GB (1995–2001)
Die britische Regierung hat erhebliche Fortschritte bei der Ausarbeitung von Compliance-Maßnahmen für das zwischen 1995 und 2001 ausgehandelte Überprüfungsprotokoll für Biowaffen erzielt. Diese Initiative wurde jedoch im Juli 2001 eingestellt, weil die Amerikaner sich - auch aufgrund intensiver negativer Reaktionen von Pfizer und PhRMA auf russische Besuche amerikanischer Geschäftsstandorte -  weigerten, den Entwurf des Überprüfungsprotokolls für die konditionierte BWC zu unterzeichnen.
Leitlinien des Bundestags für GoF (2014)
Im Mai 2014 wurde dem Bundestag ein vom Deutschen Ethikrat verfasster Bericht über die vorgeschlagenen Leitlinien für die Governance von GoF vorgelegt. Zu dieser Zeit waren einige in Deutschland besorgt über „GoF-pathogene pandemische Mikroben, die außer Kontrolle geraten“. Der Biologe Marc Lipsitch verwendete „Daten früherer Verstöße gegen die biologische Sicherheit, um zu berechnen, dass“ sie mit einer Wahrscheinlichkeit von „0,01 bis 0,1 Prozent pro Labor und Jahr auftreten“.
Moratorium für die GoF-Forschung durch US-Regierung (2014)
Im Juni 2014 hat das Weiße Haus unter der Obama-Regierung ein Moratorium für die GoF-Forschung zu Influenza, MERS und SARS verhängt und Untersuchungen des Office of Science and Technology Policy (OSTP) und des National Science Advisory Board for Biosecurity (NSABB) sowie die Symposien des National Research Council (NRC) eingeleitet und pausierte die Finanzierung für alle Projekte für drei Jahre. Mindestens 18 GoF-Projekte waren betroffen, „einschließlich der Arbeiten, die fortgesetzt wurden … in den Labors von Fouchier und Kawaoka“.
Regulierungen der GoF-Forschung in den USA
Im Dezember 2014 organisierten der National Research Council und das Institute of Medicine ein zweitägiges Symposium, um die potenziellen Risiken und Vorteile der GoF-Forschung zu erörtern. An der Veranstaltung nahmen Wissenschaftler aus aller Welt teil, darunter George Gao, Gabriel Leung und Michael Selgelid, Baruch Fischhoff, Alta Charo, Harvey Fineberg, Jonathan Moreno, Ralph Cicerone, Margaret Hamburg, Jo Handelsman, Samuel Stanley, Kenneth Berns und Ralph Baric, Robert Lamm, Silja Vöneky, Keiji Fukuda, David Relman und Marc Lipsitch. Einen Tag später gewährte die US-Regierung sieben von 18 betroffenen Forschungsprojekten Ausnahmen vom GoF-Moratorium. Bis März 2016 berichtete das zweite von der Obama-Regierung ins Leben gerufene Symposium, dass Regierungsbehörden, pharmazeutische Forschungsunternehmen, Risikokapitalfonds, Hochschulen und Universitäten, gemeinnützige Forschungseinrichtungen, Stiftungen und Wohltätigkeitsorganisationen Mittel für die GoF-Forschung bereitstellten. Im Mai 2016 veröffentlichte das NSABB „Empfehlungen für die Bewertung und Überwachung der vorgeschlagenen GoF-Forschung“. Am 9. Januar 2017 veröffentlichte dann die HHS die „Empfohlenen Richtlinien für die Ressort-Entwicklung von Überprüfungsmechanismen zur Aufsicht und Überwachung von potenziellen Pandemie-Erregern (P3CO)“.
Aufhebung des Obama-Moratoriums für die GoF (2017)
Am 19. Dezember 2017 hob das NIH unter der Trump-Regierung das Obama-Moratorium gegen die GoF auf, da es als „wichtig angesehen wurde, um Strategien und wirksame Gegenmaßnahmen gegen sich schnell entwickelnde Krankheitserreger, die eine Gefahr für die öffentliche Gesundheit darstellen, zu identifizieren, zu verstehen und zu entwickeln“. Am selben Tag wurde es vom HHS P3CO Framework wiederhergestellt.

## Risiken, Diskussion und Kritik

### Internationale Diskussion von GoF und Biosicherheitsproblemen
Declan Butler fasste 2011 die Erfahrungen der Vergangenheit so zusammen: das Risiko, dass die neue Variante H5N1 aus einem Labor entweicht, ist alles andere als vernachlässigbar. Von 2001 bis 2011 hat das schwere akute respiratorische Syndrom (SARS) versehentlich Mitarbeiter in vier Hochsicherheitslabors in China, Taiwan und Singapur infiziert, die als BSL-3 und BSL-4 eingestuft waren. Ein im September veröffentlichter Bericht des US-amerikanischen National Research Council beschreibt 395 Biosicherheitsverstöße bei der Arbeit mit selektiven Wirkstoffen in den USA zwischen 2003 und 2009 – darunter sieben laborbedingte Infektionen –, bei denen das Risiko einer versehentlichen Freisetzung gefährlicher Erreger aus Hochsicherheitslaboren bestand. Nach Butler ist die wissenschaftliche Gemeinschaft uneins, ob der praktische Nutzen der Forschung die Risiken einer versehentlichen oder absichtlichen Freisetzung eines im Labor erzeugten Grippestamms überwiegt. Ian Lipkin, ein Spezialist für neu auftretende Infektionskrankheiten an der Columbia University in New York, glaubt, dass die Risiken hoch sind und, was noch schlimmer ist, dass solche Forschungen in Laboren mit unzureichenden Biosicherheitsstandards durchgeführt werden könnten.

### GoF-Diskussion in Deutschland
Im Dezember 2014 organisierte die Volkswagenstiftung in Zusammenarbeit mit der Max-Planck-Gesellschaft in Hannover ein dreitägiges Symposium. Es wurden Bedenken geäußert, dass die GoF-Stämme selbst in zweierlei Hinsicht eine Bedrohung für die öffentliche Gesundheit darstellen: „Erstens, weil das Wissen darüber, wie ein Influenzavirus in einen potenziell pandemischen Erreger umgewandelt werden kann, von Bioterroristen oder für Zwecke der biologischen Kriegsführung genutzt werden kann. Zweitens, weil die optimierten Viren aus dem Labor entkommen (oder gestohlen werden könnten) und eine Pandemie verursachen könnten.“ Die Zusammenfassung des Hannover Symposiums 2014 enthält als Leitmotiv das Stück von Friedrich Dürrenmatt, Die Physiker aus dem Jahr 1962, in dem eine der Hauptfiguren namens Möbius Wahnsinn vortäuscht, als er erkennt, „dass seine Grundlagenforschung eine alternative Verwendung haben könnte [und deshalb] verpflichtete er sich in eine Anstalt, um die Welt vor seinem Wissen zu schützen.“
Volker Stollorz warnte: „Die Öffentlichkeit weiß, dass mit den ständig wachsenden Forschungsanstrengungen und der wachsenden Vielfalt wissenschaftlicher Disziplinen niemand behaupten kann, genau zu begreifen, was passieren kann. Forscher, die Experimente durchführen möchten, um künstliche, neue, virulentere und übertragbare mikrobielle Lebensformen zu schaffen, die in der Natur nicht existieren, müssen zuerst und in erster Linie die Existenz der Gesellschaft anerkennen, in der sie experimentieren. Gesellschaften brauchen Zeit, um die neue Wissenschaft zu verstehen und zu verdauen, weil sich die Regulierung ständig an die neuen Realitäten anpassen muss, die von Wissenschaftlern ermöglicht werden.“

### Fachzeitschrift Nature
Im Dezember 2014 diskutierte Veronique Kiermer, die zu der Zeit in der Redaktion von Nature war, „die Überlegungen in der Zeitschrift Nature, die in die Veröffentlichung von DURC einfließen. Sie kam zu dem Schluss, dass die Redaktions- und Review-Ausschüsse der Zeitschrift nicht die einzigen Informationsregulatoren sein sollten (und konnten), die entscheiden, welche Forschungsergebnisse entweder vollständig oder redigiert veröffentlicht werden sollen, weil es im Prozess der GoF viel zu spät ist.‘ Redaktion ist nicht die Lösung, sagte sie, weil das Redigieren von Schlüsseldaten oder -methoden spätere Forschung und Peer-Review blockiert. Außerdem ist es praktisch nicht möglich, die redigierten Informationen an eine ausgewählte Gruppe von Personen zu verteilen, die diese benötigen. Es ist auch nicht klar, wer für das Speichern und Sichern dieser Daten verantwortlich sein sollte und welche Kriterien verwendet werden sollten um zu bestimmen, wer die redigierten Informationen sehen darf und wer diese Entscheidungen treffen sollte. Sie forderte internationale Standards für biologische Sicherheit und Aufsicht sowie Anreize für eine robuste Laboratoriumskultur der Sicherheit und Transparenz.“

### COVID-19-Pandemie
Während der COVID-19-Pandemie verbreitete sich eine Reihe von Hypothesen über den Ursprung des SARS-CoV-2-Virus, eine populäre Version der Geschichte berief sich auf frühere GoF-Arbeiten an Coronaviren, um die unbelegte Idee zu verbreiten, dass das Virus als Biowaffe aus dem Labor stamme. Die Virologin Angela Rasmussen kommentiert, die Ironie sei, dass solche Forschungen es Wissenschaftlern in Wirklichkeit ermöglicht hätten, das neuartige Virus besser zu verstehen.
GoF-Arbeiten unter BSL-2 Standards an Corona-Viren in Forschungslaboren in Wuhan gelten als sicher belegt. Es gibt allerdings keine Belege, dass der Sars-CoV-2 Virus in diesen Laboren erschaffen wurde.

### Konsequenzen für GoF-Experimente im Zusammenhang mit der COVID-19-Pandemie
Befürworter des Einsatzes von Gain-of-Function-Experimenten mit Erregern mit pandemischem Potenzial (PPP) argumentieren, dass solche Experimente notwendig sind, weil sie wichtige Facetten der Pathogenese aufdecken und sicher durchgeführt werden können. Gegner von GoF-Experimenten mit PPP argumentieren, dass die Risiken den Erkenntnisgewinn überwiegen. Die COVID-19-Pandemie demonstriert die Anfälligkeit menschlicher Gesellschaften für pandemische Potenziale. In Anbetracht dessen schlagen die US-Wissenschaftler Imperiale und Casadevall drei Lösungen für GoF-Experimente vor:
1. Transparente Überprüfung aller GoF-Experimente, bevor sie begonnen werden, um sicherzustellen, dass sie tatsächlich medizinisch wichtige Fragen behandeln. Diese Diskussionen müssen öffentlich sein.
2. Neue Anstrengungen für die biologische Sicherheit. Alle Laboratorien, die Experimente mit hochpathogenen Organismen durchführen, sollten verpflichtet werden, sich an einen gemeinsamen Satz von Protokollen und Verfahren zu halten, einschließlich angemessener persönlicher Schutzausrüstung (PSA). Am wichtigsten ist, dass Laboratorien strenge Screening-Maßnahmen für ihre Mitarbeiter einführen müssen, die regelmäßig die Exposition bewerten, und es müssen Protokolle vorhanden sein, die sicherstellen, dass exponierte Mitarbeiter nicht auf andere übertragen.
3. Konzertierte Anstrengungen weltweit, um die von GoF-Experimenten ausgehenden Risiken zu mindern. Dies muss Teil einer breiteren Anstrengung sein, um auf Biosicherheitsbedrohungen und zukünftige zoonotische Bedrohungen aus der Natur vorbereitet zu sein. In Zukunft sollen starke Maßnahmen zur Schadensbegrenzung ergriffen werden, angefangen bei der Fähigkeit, geplante Pandemien zu erkennen und zu verhindern. In ähnlicher Weise muss ein starkes Controllingprogramm vorhanden sein, das auf zoonotische Ereignisse achtet. Ein solches Programm erfordert guten Willen und Zusammenarbeit mit anderen Ländern und der WHO.

## Bioethik für GoF
Im Jahr 2016 äußerten Wissenschaftler und Experten für Bioethik der synthetischen Virologie erneut Bedenken hinsichtlich der doppelten Nutzung der GoF-Forschung.
Die Experten entwickelten für die GoF-Entscheidungs- und -Politikgestaltung folgende Prinzipien (Weissbuch):
1. Forschungsrelevanz: Die ethische Vertretbarkeit von GoF, die außergewöhnliche Risiken birgt, hängt zum Teil von der Wichtigkeit der Forschungsfrage ab, die sie beantworten soll.
2. Verhältnismäßigkeit: Die ethische Vertretbarkeit außerordentlich risikoreicher GoF hängt zum Teil davon ab, inwieweit die begründete Erwartung besteht, dass die betreffende Forschung (1) Antworten auf die angestrebte Frage der öffentlichen Gesundheit liefert und (2) letztlich zu einem Nutzen führt, der die damit verbundenen Risiken überwiegt.
3. Minimierung der Risiken: Unter sonst gleichen Bedingungen ist die ethische Akzeptanz einer GoF-Studie eine Funktion des Ausmaßes, in dem (1) das Vertrauen besteht, dass keine weniger riskanten Formen der Forschung ebenso vorteilhaft wären und (2) angemessene Schritte unternommen wurden, um die Risiken der betreffenden GoF-Studie zu minimieren.
4. Überschaubarkeit der Risiken: Je überschaubarer die Risiken einer GoF-Studie sind, desto eher ist die Studie ethisch akzeptabel. Umgekehrt gilt: Je wichtiger/vorteilhafter eine GoF-Studie sein soll, desto eher sollten wir bereit sein, potenziell unbeherrschbare Risiken zu akzeptieren.
5. Gerechtigkeit: Da Gerechtigkeit eine faire Verteilung von Nutzen und Lasten erfordert, hängt die ethische Akzeptanz der GoF zum Teil davon ab, inwieweit (1) Risiken einige Menschen mehr betreffen als andere, (2) Risiken diejenigen betreffen, die wahrscheinlich nicht davon profitieren, und/oder (3) alle daraus resultierenden Schäden nicht kompensiert werden.
6. Good Governance: Die Entscheidungs- und Politikgestaltung der GoF sollte soweit möglich die letztendlichen Werte, Grundrechte und Risikoakzeptanz der Bürgerinnen und Bürger widerspiegeln.
7. Evidenz: Die Entscheidungs- und Politikgestaltung in Bezug auf GoF sollte auf Evidenz in Bezug auf Risiken, Nutzen, Mittel zur Risikominimierung beruhen. Außerdem solle geklärt sein, wer von der Forschung profitiert oder geschädigt wird.
8. Internationaler Konsens: Da Risiken und Nutzen der GoF die globale Gemeinschaft insgesamt betreffen können, hängt die ethische Akzeptanz der GoF davon ab, inwieweit sie international akzeptiert wird. Die Entscheidungsfindung und Politikgestaltung in Bezug auf GoF sollte soweit möglich Konsultationen, Verhandlungen und ähnliche Formen des aktiven Engagements mit anderen Ländern beinhalten.